# Олимпийский парк (Мюнхен)
Олимпийский парк (нем. Olympiapark) — парк в Мюнхене, построенный по проекту архитектурного бюро Гюнтера Бениша к летним Олимпийским играм 1972 года, проходившим в этом городе. По прошествии многих лет парк по прежнему служит в качестве крупной площадки для различных культурных, общественных и религиозных мероприятий.
Использование названия Олимпийский парк для обозначения всей Олимпийской области стало применяться местным населением после окончания игр, хотя официального названия эта область не имеет. Весь этот регион правильнее можно поделить на четыре зоны:
- Олимпийская зона, включающая в себя Олимпийский стадион, Олимпийская арена с башней высотой 291 метр, а также площадки для различных видов спорта, включая Олимпийский зал.
- Олимпийская деревня, состоящая из мужской и женской зоны.
- Олимпийский пресс-центр, в котором в настоящее время размещён торговый центр.
- Олимпийский парк, в котором располагается Олимпийское озеро и Олимпийская гора.